# San Maurizio d'Opaglio
San Maurizio d'Opaglio est une commune italienne de la province de Novare, dans la région Piémont.

## Administration
| Période                                  | Période | Identité | Étiquette | Qualité |
| ---------------------------------------- | ------- | -------- | --------- | ------- |
|                                          |         |          |           |         |
| Les données manquantes sont à compléter. |         |          |           |         |

### Hameaux
Sazza, Pascolo, Lagna, Alpiolo, Opagliolo, Bacchiore, Briallo, Pianelli, Vacchetta, Raveglia, Niverate.

### Communes limitrophes
Gozzano, Madonna del Sasso (Italie), Orta San Giulio, Pella (Italie), Pogno.